# Dahomey (filme)
Dahomey é um documentário de 2024 dirigido por Mati Diop. É um relato dramatizado de 26 tesouros reais do Reino de Daomé (na atual República do Benim), que foram mantidos em um museu na França. O filme explora como os artefatos foram devolvidos da França para o Benim e as reações do povo beninense. O filme foi uma coprodução internacional entre empresas na França, Senegal e Benim.
O filme teve sua estreia mundial na competição principal do 74º Festival Internacional de Cinema de Berlim, onde ganhou o prêmio máximo do festival, o Urso de Ouro. Foi lançado nos cinemas na França em 11 de setembro de 2024, pela Les Films du Losange, com aclamação da crítica. Foi nomeado um dos 5 melhores documentários de 2024 pelo National Board of Review.
Foi também selecionado como a entrada senegalesa para Melhor Longa-Metragem Internacional na 97ª edição do Oscar, onde foi pré-selecionado em duas categorias: Documentário Longa-Metragem e Longa-Metragem Internacional.

## Enredo
O documentário mistura fatos e ficção para narrar as histórias de 26 obras de arte africanas. Os artefatos reais do Reino de Daomé (1600–1904) foram levados para a França durante o período colonial da região (1872–1960). No século XXI, eles foram colocados em exposição no Musée du Quai Branly – Jacques Chirac, um museu de arte não europeia localizado em Paris. Após uma campanha de repatriação, os artefatos foram devolvidos ao Benim.
Entre as obras devolvidas estavam estátuas de dois reis do Daomé, Glele e Béhanzin. Seu trono, que havia sido tomado por soldados franceses em 1892, também foi devolvido. As peças de arte agora estão expostas em um museu em Abomey, a antiga cidade real, a cerca de 65 milhas do Golfo da Guiné.
O filme inclui uma discussão de estudantes da Universidade de Abomei-Calavi, apresentando suas opiniões sobre a repatriação de bens culturais. Alguns estudantes criticam o museu de Paris por devolver apenas 26 dos 7.000 objetos etnográficos mundiais que ele possui.
Um papel de destaque no filme é dado ao 26º objeto de arte a ser repatriado, uma estátua que representa o Rei Ghézo, que governou de 1818 a 1859, mostrada abaixo. Uma narração em off do escritor haitiano Makenzy Orcel (que escreveu esta parte do roteiro), interpretando o objeto, conta sobre o tempo que ele passou armazenado no museu de Paris, suas memórias da África e pensamentos de retornar à sua terra natal.

O Reino do Daomé por volta de 1894, sobreposto a um mapa da atual República do Benim, na região da África Ocidental.
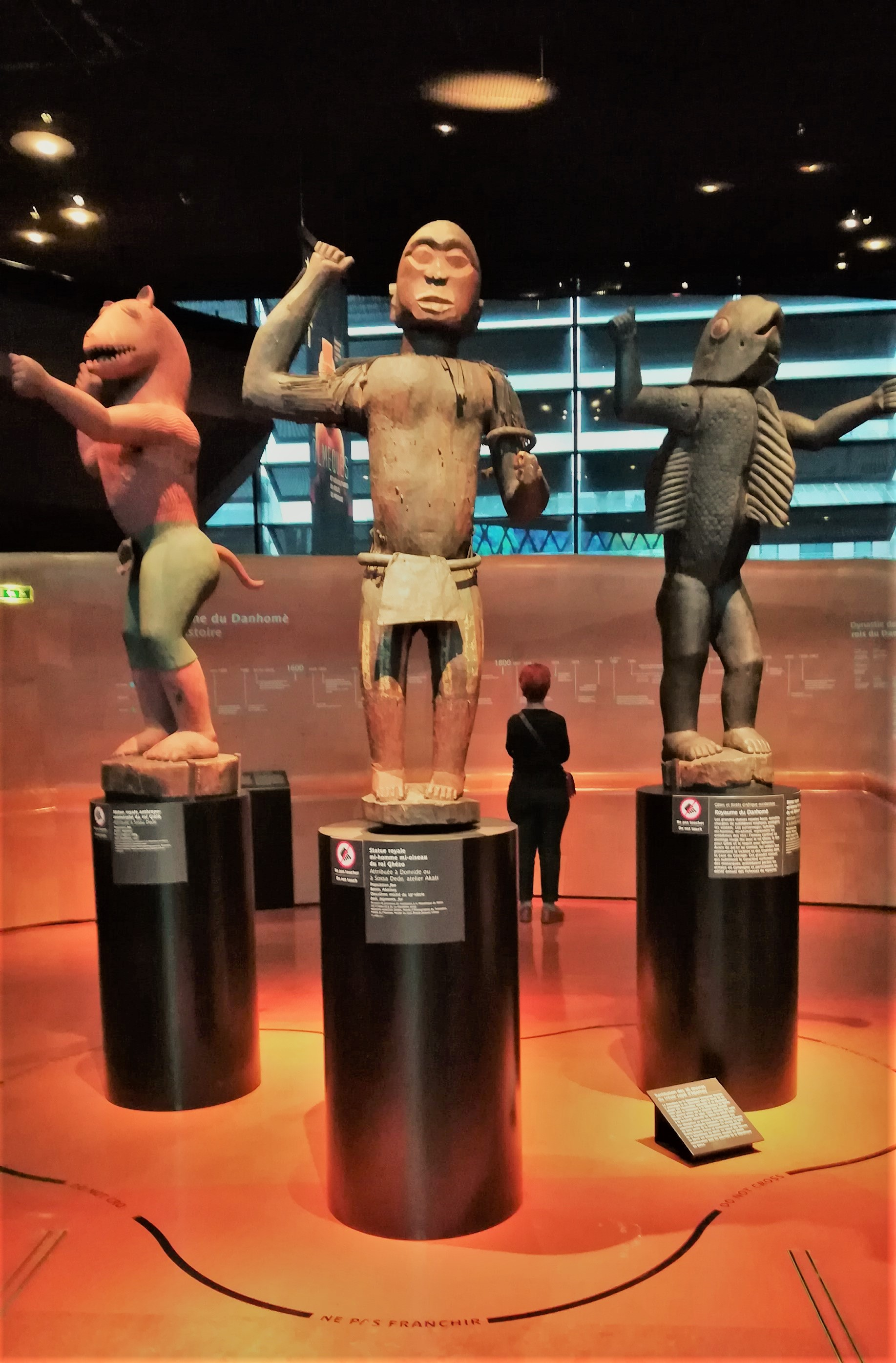
Três esculturas reais no museu Quai Branly em maio de 2021 antes de sua restituição
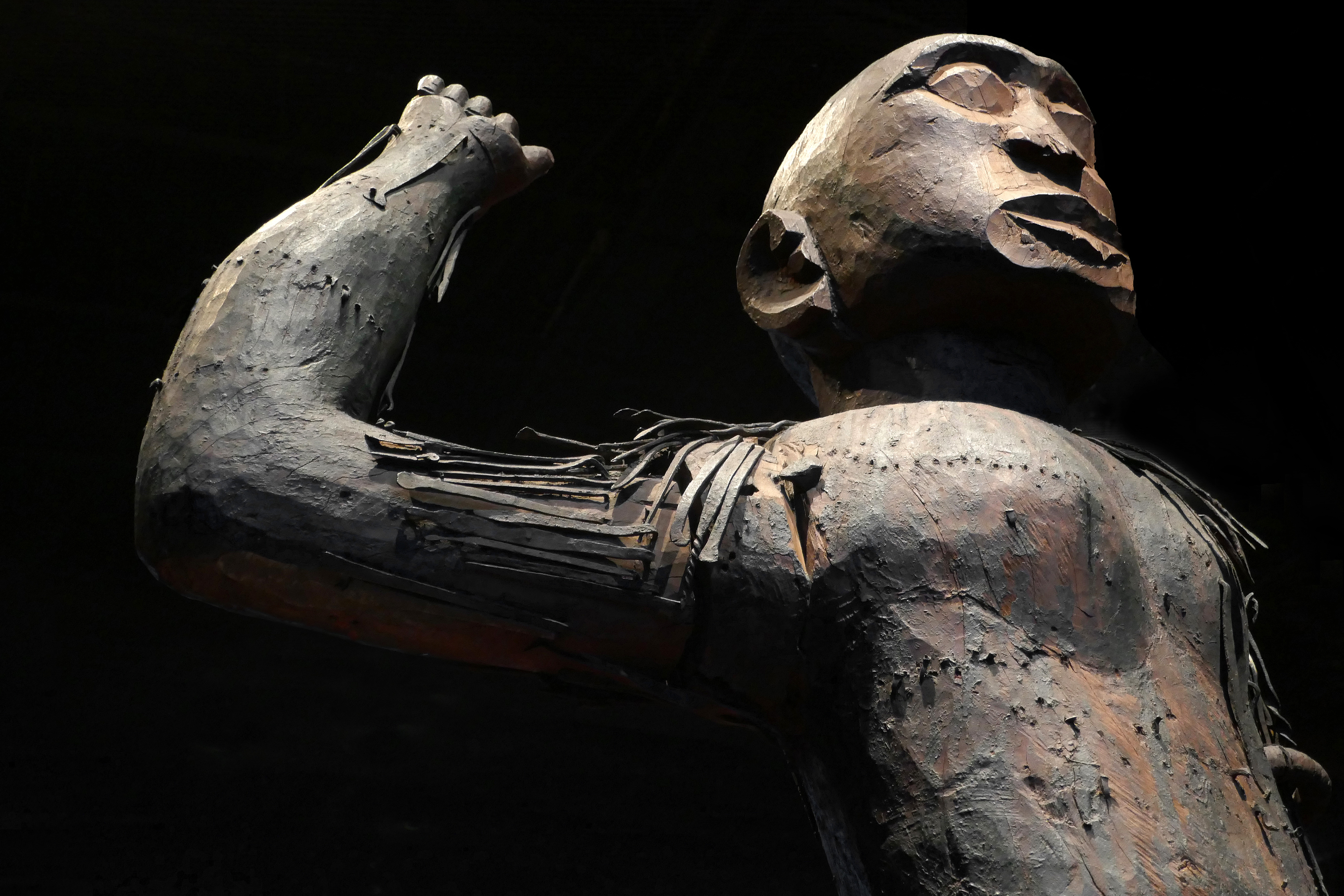
Estátua do Rei Ghézo (objeto de arte número 26) no Museu Quai Branly

## Produção
O documentário foi produzido por Les Films du Bal em coprodução com Fanta Sy e distribuído por Les Films du Losange. A diretora foi Mati Diop, que também escreveu o roteiro, e o diretor de fotografia foi Joséphine Drouin-Viallard. Foi editado por Gabriel Gonzalez. Os pensamentos da estátua dublada foram escritos por Makenzy Orcel. A música foi composta por Wally Badarou e Dean Blunt. Corneille Houssou, Nicolas Becker e Cyril Holtz foram os designers de som. O filme incorpora filmagens das câmeras de vigilância do Musée du Quai Branly – Jacques Chirac e do Palais de la Marina em Cotonou.

## Lançamento
Dahomey estreou em 18 de fevereiro de 2024, como parte do 74º Festival Internacional de Cinema de Berlim, onde foi exibido como parte da competição principal.
Em janeiro de 2024, a Les Films du Losange, sediada em Paris, adquiriu os direitos de venda. Em fevereiro, a Mubi adquiriu os direitos de distribuição do filme para a América do Norte, América Latina, Reino Unido, Irlanda, Alemanha, Áustria, Suíça, Itália, Turquia e Índia da Les Films du Losange e planeja lançar o filme no final de 2024. Abriu o 46º Festival Cinéma du Réel que aconteceu de 22 a 31 de março de 2024 em Paris.
O filme foi apresentado na seção de Apresentações Especiais do 71º Festival de Cinema de Sydney em 8 de junho de 2024 e exibido no Festival Internacional de Cinema de Toronto em 5 de setembro de 2024. Foi exibido em 'Documentários' no Festival Internacional de Cinema do Atlântico de 2024 em 14 de setembro de 2024.
Dahomey também foi selecionado para abrir a seção Zabaltegi-Tabakalera do 72º Festival Internacional de Cinema de San Sebastián, onde foi exibido em 20 de setembro de 2024. Ele será exibido no 'Showcase' no Festival Internacional de Cinema de Vancouver de 2024 em 29 de setembro de 2024.
Estreou nos cinemas franceses em 11 de setembro de 2024, pela Les Films du Losange.
O filme também foi convidado para o 29º Festival Internacional de Cinema de Busan na seção 'Documentary Showcase' e foi exibido em outubro de 2024. Também foi apresentado na seção Apresentações Especiais do Festival de Cinema de Londres BFI de 2024 em 12 de outubro de 2024. Também chegou à Lista Principal do Festival de Cinema de Nova York de 2024 e foi exibido no Lincoln Center em outubro de 2024. Em 31 de outubro de 2024, o filme foi exibido no 37º Festival Internacional de Cinema de Tóquio na seção 'World Focus'.